# Maralagere, Kanakapura
Maralagere là một làng thuộc tehsil Kanakapura, huyện Ramanagara, bang Karnataka, Ấn Độ.